# Séléniure d'étain
Le séléniure d'étain est un sel d'étain et de sélénium de formule SnSe, connu comme semiconducteur. Il se présente sous la forme d'un solide gris acier insoluble dans l'eau. Il cristallise selon deux structures différentes, dont une est stable à température ambiante appartenant au système orthorhombique avec pour paramètres cristallins a = 1 150 pm, b = 415 pm et c = 444 pm. Il adopte une structure en couches assez typique des chalcogénures métalliques et se comporte comme un semiconducteur IV-VI à bande interdite étroite structurellement analogue au phosphore noir. Il est étudié pour les applications photovoltaïques à bas coût et surtout pour ses excellentes propriétés thermoélectriques dues notamment à sa faible conductivité thermique et sa conductivité électrique assez élevée.

## Synthèse
Le séléniure d'étain peut s'obtenir en faisant réagir de l'étain et du sélénium élémentaires au-dessus de 350 °C. La synthèse du composé donne lieu à la formation de deux phases : la phase SnSe2 hexagonale et la phase SnSe orthorhombique SnSe. Il est possible de produire des nanostructures spécifiques mais peu de nanostructures bidimensionnelles ont été obtenues, car elles restent difficiles à réaliser. Des nanostructures de SnSe carrées et monocouches ont cependant été produites. Du séléniure d'étain nanocristallin en feuillet avec une phase orthorhombique a été obtenue avec un bon niveau de pureté et de cristallisation en faisant réagir un complexe d'étain(II) avec une solution aqueuse alcaline de sélénium à température ambiante sous pression atmosphérique. Il est possible de faire croître des nanofils de séléniure d'étain épais de quelques atomes à l'intérieur de nanotubes de carbone étroits d'environ 1 nm de diamètre en chauffant sous vide ces nanotubes avec de la poudre de séléniure d'étain à 960 °C ; ces nanofils ont une structure cristalline cubique, contrairement au matériau massif.

## Structure et propriétés
Le séléniure d'étain cristallise dans le système orthorhombique selon une structure halite déformée. Il est isomorphe au séléniure de germanium GeSe. La maille élémentaire comprend deux couches inversées. Chaque atome d'étain est lié par covalence à trois atomes de sélénium voisins. Ces couches sont maintenues ensemble avant tout par des forces de van der Waals. La structure cristalline du matériau devient de type halite au-dessus de 800 K.
Le séléniure d'étain se comporte comme un supraconducteur aux pressions supérieures 58 GPa, peut-être à la suite d'un changement de structure cristalline pour adopter celle du chlorure de césium CsCl.
Dans la structure orthorhombique du séléniure d'étain, il se forme des couches d'atomes d'étain et de sélénium fortement liés le long des plans (b, c) tandis que les couches sont plus faiblement liées entre elles le long de la direction a. Cette structure contient des polyèdres de coordination SnSe7 fortement déformés constitués de trois liaisons Sn–Se courtes et quatre liaisons Sn–Se très longues entre lesquelles se glisse un doublet non liant de Sn2+. Les couches SnSe sont ondulées en formant une projection en accordéon le long de l'axe b. Le clivage est aisé le long des plans (100).
En refroidissant depuis sa phase de haute température à symétrie plus élevée (groupe d'espace Cmcm, no 63), le séléniure d'étain subit une transition de phase aux environs de 750 à 800 K conduisant au groupe d'espace Pnma (no 62) de symétrie plus faible. Cette structure en couches plissées confère une faible anharmonicité au séléniure d'étain, qui présente de surcroît une conductivité de réseau ultra faible, ce qui en fait l'un des matériaux cristallins à la conductivité thermique la plus faible.